# Harry Gordon Selfridge
Harry Gordon Selfridge, Sr. (Ripon, Wisconsin, 11 de enero de 1858 – Putney, Londres, 8 de mayo de 1947) fue un magnate de negocios norteamericano que fundó la tienda de departamentos Selfridges en Londres. Su liderazgo de 20 años de Selfridges hizo que se convirtiera en el más respetado y rico de los magnates comerciantes del Reino Unido. Era apodado el «Conde de la Calle Oxford».
Nacido en Ripon, Wisconsin, Selfridge comenzó repartiendo periódicos y dejó la escuela a la edad de 14 años cuando consiguió trabajo en un banco en Jackson, Míchigan. Luego de varios trabajos, Selfridge consigue un puesto en Marshall Field's en Chicago, donde trabaja los siguientes 25 años.
En 1890, contrae matrimonio con Rose Buckingham, de la prominente familia Buckingham de Chicago.
En 1906, a su regreso de un viaje a Londres, Selfridge invierte 400,000 libras para construir su propia tienda de departamentos en lo que era el alicaido extremo oeste de la Oxford Street. El nuevo almacén fue inaugurado el 15 de marzo de 1909, y Selfridge fue su Gerente General hasta su retiro en 1941. En 1947, fallece a causa de una neumonía a la edad de 89 años.

## Carrera

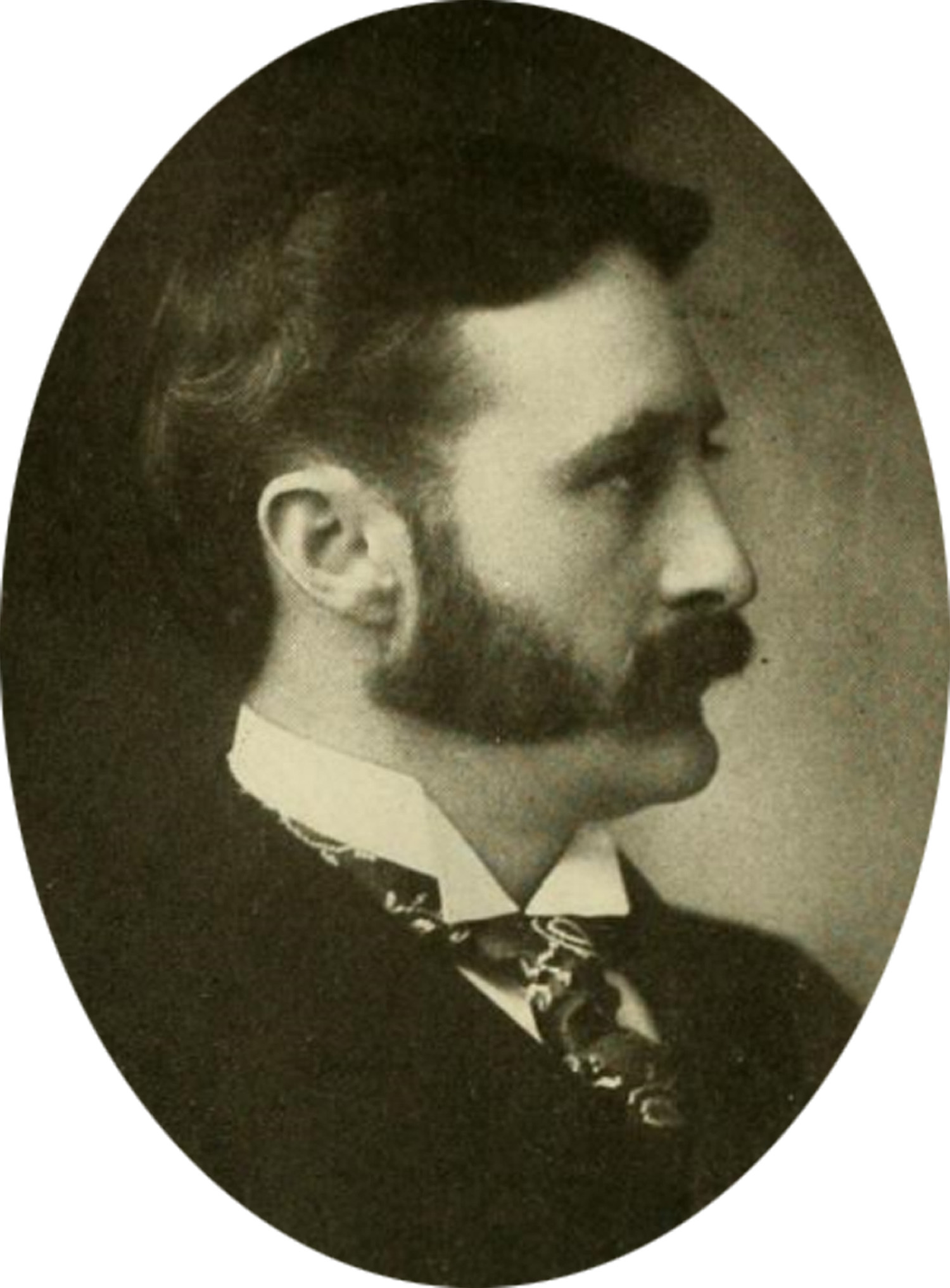
Selfridge hacia 1880.

A la edad de 10 años, Selfridge comenzó a aportar a la manutención de la familia repartiendo periódicos. A los 12 años comienza a trabajar en la tienda de Leonard Field. Con sus ingresos financia la creación de una revista para niños junto con su amigo Peter Loomis, generando ingresos con la venta de la publicidad que publicaba en la misma.
Selfridge dejó la escuela a los 14 años y comenzó a trabajar en un banco en Jackson. Luego de reprobar en los exámenes de ingreso de la United States Naval Academy en Annapolis, Maryland, Selfridge comenzó a realizar tareas de asistente contable en la fábrica de muebles de Gilbert, Ransom & Knapp. Sin embargo la empresa cerró al cabo de 4 meses, y Selfridge se mudó a Grand Rapids para trabajar en la industria de los seguros.
En 1876, su exempleador, Leonard Field, le escribió a Selfridge una carta de recomendación para Marshall Field en Chicago, ya que era uno de los socios principales de Field, Leiter & Company, una de las tiendas más exitosas de la ciudad (la cual luego se denomina Marshall Field and Company, y luego de una serie de transacciones que comenzaron en 1882, en el 2005 es adquirida por Macy's). Inicialmente contratado como repositor de stock en el departamento de venta al por mayor, a lo largo de los siguientes 25 años, Selfridge fue ascendiendo. Con el tiempo fue designado socio junior, se casa con Rosalie Buckingham (de la prominente familia Buckingham de Chicago) y amasó una considerable fortuna personal.
Luego de su casamiento, la pareja vivió durante algún tiempo con la madre de Rose en la calle Rush en Chicago. Luego se mudaron a su casa propia sobre la costa del lago. Los Selfridges también construyeron una imponente mansión denominada Harrose Hall en estilo símil Tudor en el lago Geneva en Wisconsin, que contaba con amplios invernaderos y extensos jardines de rosas. El matrimonio tuvo cinco hijos.
Durante su vida de casados, Lois la madre de Harry, vivió con la familia. Mientras trabaja para Marshall Field, Selfridge fue el primero en promocionar las ventas Navideñas con la frase "Solo quedan_____ días de compras antes de Navidad", una frase que pronto fue adoptada por comerciantes de otros rubros. También se cree que Harry o Marshall Field popularizaron la frase "El cliente siempre tiene razón."
En 1904, Harry inaugura su propio almacén de departamentos denominada Harry G. Selfridge and Co. en Chicago. Sin embargo, luego de solo dos meses vende la tienda con una ganancia considerable a Carson, Pirie and Co. Luego decide retirarse, y durante los dos años siguientes deambula entre sus propiedades, principalmente Harrose Hall. También se compra un yate a vapor, el cual rara vez utiliza, y juega al golf.

### Londres y el almacén de departamentos Selfridges

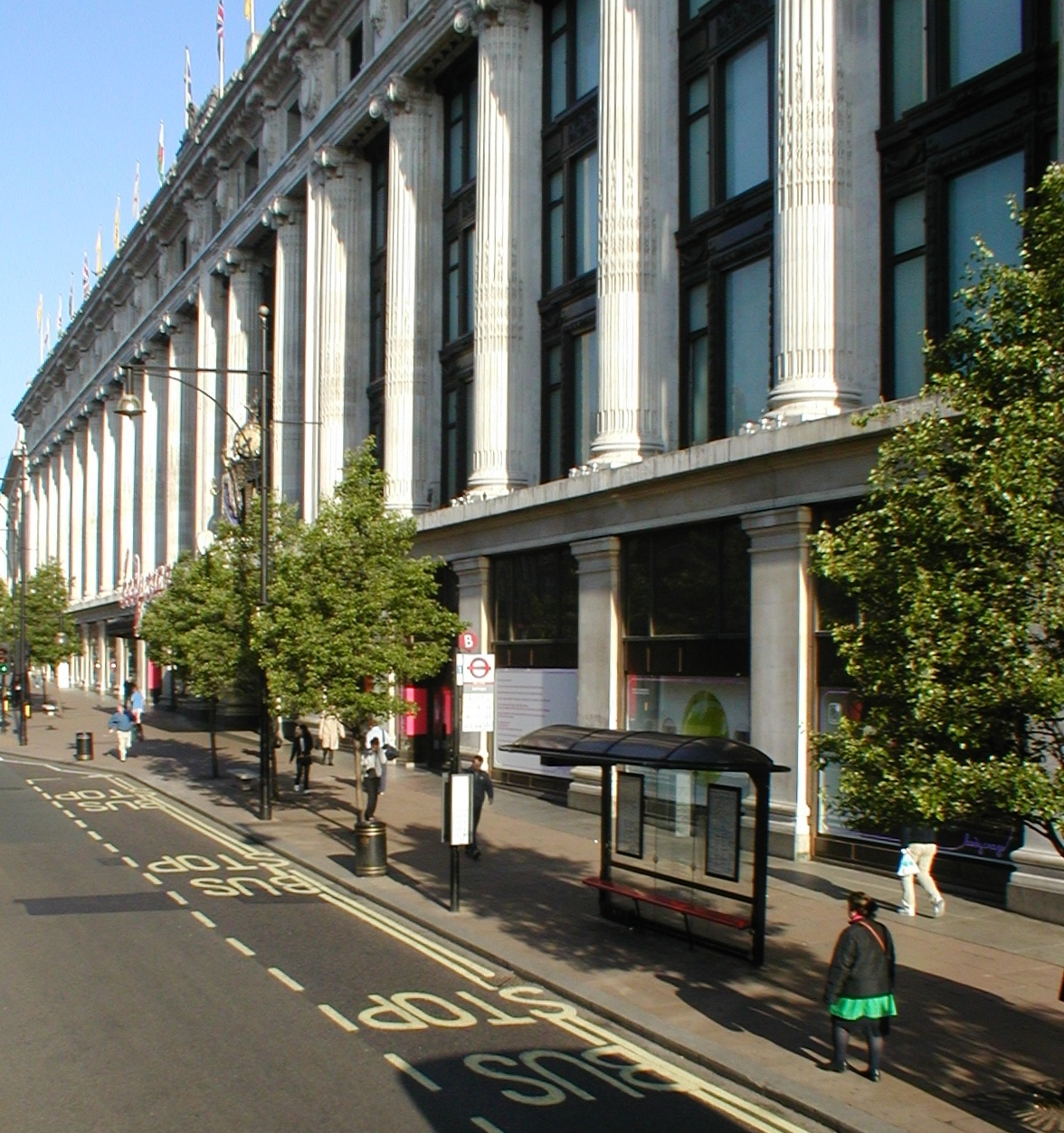
Almacén original en Oxford Street, Londres.

En 1906, durante un viaje que hace Selfridge a Londres de vacaciones con su esposa, nota que si bien la ciudad ostentaba una posición de liderazgo cultural y comercial, sus tiendas no estaban a la altura de los almacenes Field's en Chicago o los grandes almacenes de departamentos parisinos.
Alentado por esta oportunidad que ofrecía el mercado, Selfridge, quien se aburría en su retiro, decide invertir £400,000 para construir un nuevo almacén de departamentos de su propiedad, lo construye en el extremo oeste de Oxford Street en Londres, que por esa época no se encontraba muy desarrollado, el sitio estaba al lado de la entrada de la estación de subterráneos "Bond Street". El nuevo almacén fue inaugurado el 15 de marzo de 1909, y fijo nuevos estándares en la industria de las ventas al menudeo. El almacén contaba con 130 departamentos.
Selfridge promueve la idea de ir de compras por placer en vez de por necesidad. El almacén es promocionado mediante importantes campañas de propaganda en periódicos. Los pisos del almacén estaban organizados de forma tal que los bienes y mercancías fueran más accesibles para los clientes. Había restaurantes elegantes a precios moderados, una biblioteca, salas de lectura y escritura, salas de recepción especiales para clientes franceses, alemanes, norteamericanos y de las "Colonias", una Sala de Primeros Auxilios, una Sala silenciosa, con iluminación tenue, sillones, y vidrios dobles, todo concebido para que los clientes permanecieran en el almacén la mayor cantidad de tiempo posible. Al personal del almacén se los instruía para estar disponibles para prestar ayuda a los clientes, pero no de manera agresiva, y para vender la mercancía. Oliver Lyttelton hacia notar que cuando uno concurría a entrevistarse con Selfridge, sobre el escritorio de Harry solo estaba la carta que uno le había enviado, alisada y planchada.
Selfridge también consigue que la General Post Office le asigne el privilegio de poseer el número "1" para su teléfono, por lo que con solo solicitar al operador que lo conectaran con Gerrard 1. En 1909, Selfridge propone construir un paso subterráneo que conecte su almacén con la estación de subterráneo "Bond Street"; sin embargo, pero la oposición de sus contemporáneos hace naufragar la idea.
Selfridge prosperó durante la Primera Guerra Mundial y hasta mediados de la década de 1930. La Gran Depresión afectó el negocio del almacén y sus gastos personales sin límite hicieron crecer su deuda personal con la tienda a £150,000. Adquirió la nacionalidad británica en 1937. Hacia 1940, debía £250,000 en impuestos y estaba endeudado con el banco. El directorio de Selfridges lo obligó a renunciar en 1941. En 1951, el almacén original Selfridges en Oxford Street fue comprado por la cadena de almacenes Lewis de Liverpool, la cual a su vez fue comprada en 1965 por el grupo Sears propiedad de Charles Clore. Ampliada por el grupo Sears con almacenes en Mánchester y Birmingham, en el 2003 la cadena fue comprada por el canadiense Galen Weston por la suma de 598 millones de libras.

## Vida personal

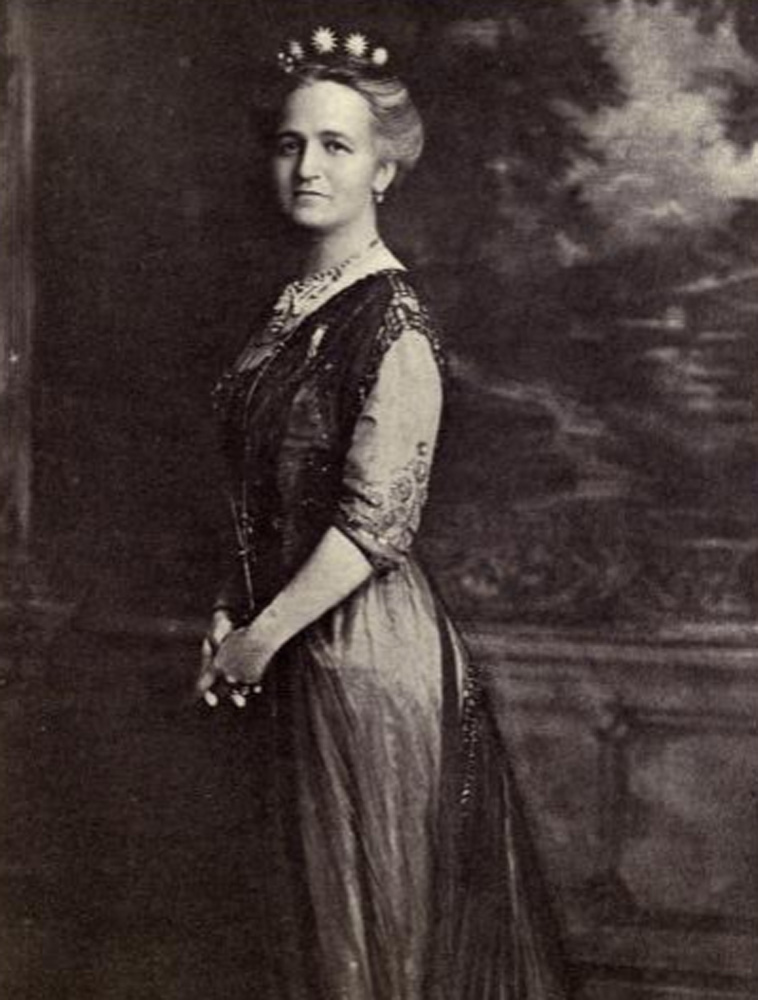
Rose Selfridge, hacia 1910

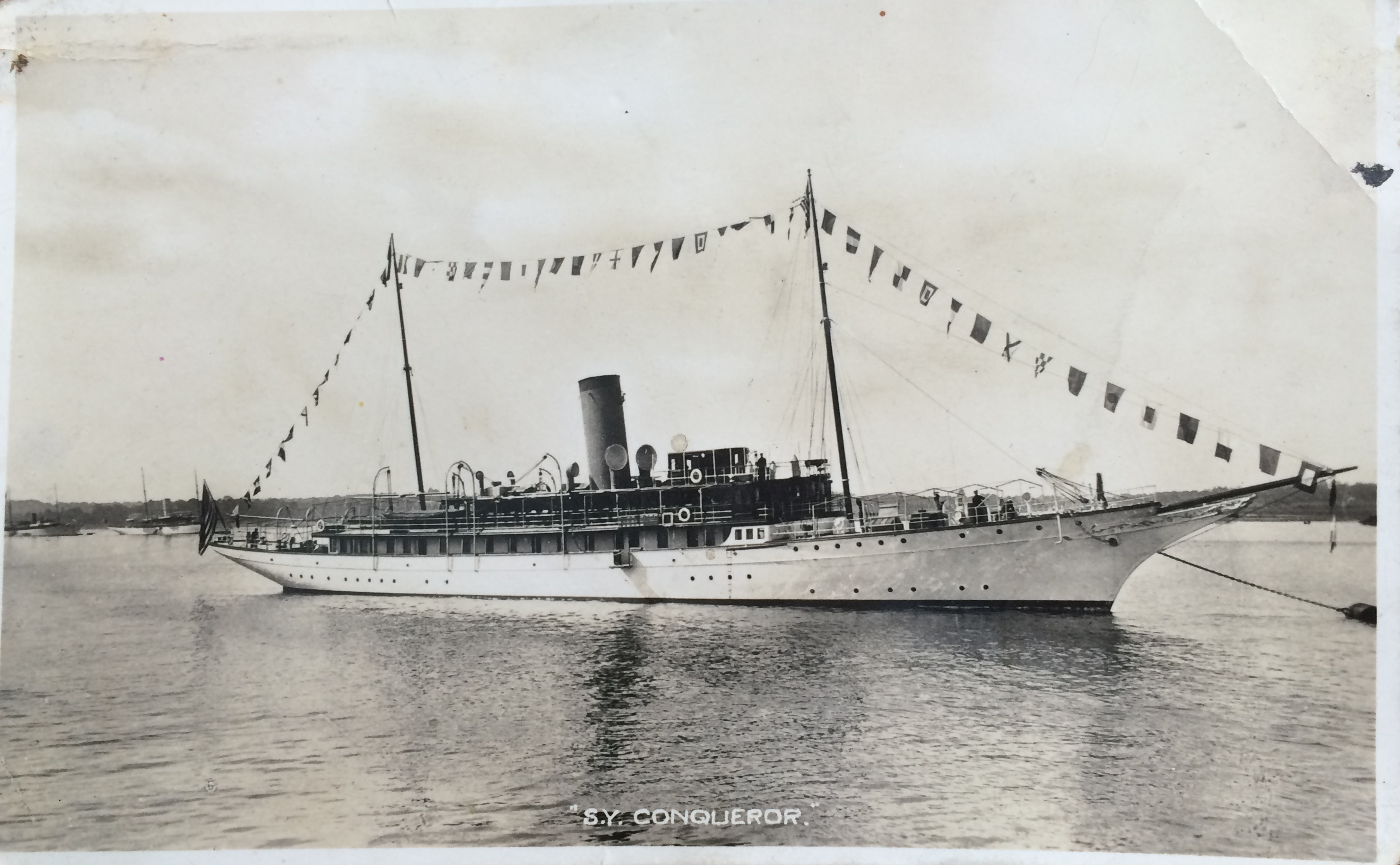
Yate a vapor propiedad de Harry Gordon Selfridge

En 1890, Selfridge contrajo matrimonio con Rosalie "Rose" Buckingham de la prominente familia Buckingham de Chicago. Su padre era Benjamin Hale Buckingham, miembro de una exitosa familia de comerciantes edificada sobre la fortuna que había hecho el abuelo, Alvah Buckingham. Una desarrolladora inmobiliaria exitosa de 30 años de edad, ella había heredado dinero y experiencia de su familia. Rose había comprado terrenos en Harper Ave, Hyde Park, Chicago y había construido 42 villas y casitas para artistas en un predio con una urbanización y parques. El matrimonio tuvo cinco hijos: 3 mujeres y dos varones.
En la cima de su éxito, Selfridge alquiló Highcliffe Castle en Hampshire, al Major General Edward James Montagu-Stuart-Wortley. Además, compró Hengistbury Head, un promontorio de un par de kilómetros en la costa sur de Inglaterra, donde pensaba construir un castillo; sin embargo estos planes nunca pasaron del tablero de dibujo, y en 1930 los terrenos de Head fueron vendidos. Aunque solo era un inquilino de Highcliffe, hizo construir baños modernos, instaló un sistema central de calefacción por vapor e hizo construir una cocina moderna. Durante la Primera Guerra Mundial, Rose estableció un retiro con carpas denominado el Campo de convalecencia de la Sra Gordon Selfridge para soldados norteamericanos en los terrenos del castillos. En 1922 Selfridge canceló el contrato de alquiler.
Rose la esposa de Selfridge falleció durante la pandemia de gripe de 1918; su madre falleció en 1924. Estando viudo, Selfridge tuvo numerosas aventuras con mujeres, incluidas las celebradas Dolly Sisters y la divorciada Syrie Barnardo Wellcome, quien luego alcanzara fama como la decoradora Syrie Maugham. También comenzó y desarrolló una ajetreada vida social recibiendo invitados tanto en su casa en Lansdowne House, ubicada en 9 Fitzmaurice Place, Mayfair, próxima a Berkeley Square, y en su yate privado, el SY Conqueror, a huéspedes famosos tales como Rudyard Kipling con quien navegó por el Mediterráneo.

## Ocaso y muerte
Durante los años de la Gran Depresión, la fortuna de Selfridge declinó con rapidez hasta agotarse, una situación que se vio potenciada por sus despilfarros. Con frecuencia jugaba a las cartas y apostaba grandes sumas de dinero. Además gastaba cantidades importantes para rodearse de diversas mujeres.
En 1941, fue obligado a retirarse de Selfridges. Gozando de una pensión modesta, se retiró a los 83 años, a un departamento alquilado de tres dormitorios con Rosalie, la mayor de sus hijas.
El 8 de mayo de 1947, Selfridge falleció de neumonia en su hogar en Putney, en el sureste de Londres, a la edad de 89 años. Al final de su vida, Selfridge era un indigente. Lo velaron en St. Mark's Church en Highcliffe, y le enterraron en el cementerio de St Mark al lado de las tumbas de su esposa y su madre.

## Televisión
La serie británica de televisión Mr Selfridge que comenzó en el 2013 y se prolongó por cuatro temporadas, contó con la actuación de Jeremy Piven en el papel de Harry Gordon Selfridge.
El programa Secrets of Selfridges, producido por la empresa del Reino Unido Pioneer Productions en su serie "Secretos en Bretaña", es un documental de una hora de duración sobre el almacén de Londres y Harry Selfridge.